# Madhouse (animatiestudio)
MADHOUSE Inc. (株式会社 マッドハウス, Kabushiki-gaisha Maddohausu) is een Japanse animatiestudio, opgericht begin jaren 70 van de 20e eeuw door een aantal voormalige Mushi Pro tekenaars, waaronder Masao Maruyama, Osamu Dezaki, Rintaro, en Yoshiaki Kawajiri. De studio heeft veel bekende animeseries geproduceerd, beginnend met Ace o Nerae! in 1973. Andere bekende werken van de studio zijn Ninja Scroll, Vampire Hunter D: Bloodlust, Beyblade en Di Gi Charat. 
Naast animeseries houdt Madhouse zich ook bezig met OVA’ s en films. De studio werkte onder andere mee aan de Barefoot Gen-films. 

## Werken
- Ace o Nerae!
- Akagi
- Allison & Lillia
- The Animatrix (segmenten Program en World Record)
- Aquarian Age: Sign for Evolution
- Azuki-chan
- Barefoot Gen
- Batman: Gotham Knight (segmenten In Darkness Dwells en Deadshot)
- Beck: Mongolian Chop Squad
- Beyblade (alle seizoenen)
- Bio Hunter
- Birdy the Mighty
- Black Lagoon
- Bobby's In Deep!
- Boogiepop Phantom
- Btooom!
- Cardcaptor Sakura
- Carried by the Wind: Tsukikage Ran
- Casshern Sins
- Chance Pop Session
- Chaos;Head
- Chi's Sweet Home
- Chihayafuru
- Chobits
- Claymore
- Clover
- Cyber City Oedo 808
- Death Note
- Death Parade

- Demon City Shinjuku
- Dennou Coil
- Devil Hunter Yohko
- Devil May Cry
- Di Gi Charat
- Di Gi Charat Nyo
- Doomed Megalopolis (coproductie met  Toei)
- Dragon Drive
- Galaxy Angel
- The Girl Who Leapt Through Time
- Goku: Midnight Eye (coproductie met Toei)
- Gokusen
- Gungrave
- Gunslinger Girl
- Hajime no Ippo
- Hellboy: Sword of Storms
- Hellboy: Blood and Iron
- Hellboy: Iron Shoes
- Hello Kitty and Friends
- Hellsing Ultimate (vanaf aflevering 5)
- Highlander: The Search for Vengeance
- Hulk Vs
- Hunter x Hunter (2011)
- Ichigo 100%
- Ikki Tousen
- Kaiba
- Kaibutsu Oujo
- Kaiji

- Kamen no Maid Guy
- Kemonozume
- Kiba
- Killer7
- Kobato
- Kurozuka
- Lament of the Lamb
- Last Order: Final Fantasy VII
- Ninja Scroll
- Majin Tantei Nougami Neuro
- Master Keaton
- MapleStory
- Metropolis
- Millennium Actress
- Mirage of Blaze
- Mokke
- Monster
- Mōryō no Hako
- Nana
- Nasu: Summer in Andalusia
- Nineteen19
- No Game No Life
- Oh! Edo Rocket
- One Outs
- One-Punch Man
- Otogi-Jūshi Akazukin
- Overlord
- Paprika
- Paradise Kiss
- Paranoia Agent
- Parasyte: The Maxim
- Perfect Blue

- "Program" (The Animatrix)
- "Record of Lodoss War"
- "Redline"
- Reign
- Rideback
- Shigurui
- Todd McFarlane's Spawn
- Stitch!
- Strawberry Panic!
- Sweet Valerian
- Tenjho Tenge
- Texhnolyze
- Tokyo Babylon
- Tokyo Godfathers
- Trigun X
- Trigun
- Tsuki no Warutsu
- Ultraviolet: Code 044
- Unico
- Uninhabited Planet Survive!
- Vampire Hunter D: Bloodlust
- Wicked City
- A Wind Named Amnesia
- Wing Commander Academy
- "World Record" (The Animatrix)
- WXIII: Patlabor the Movie 3
- X (film)
- X (TV series)
- Yona Yona Penguin
- Yume Tsukai